# Kusacz okopcony
Kusacz okopcony (Crypturellus boucardi) – gatunek średniej wielkości ptaka z rodziny kusaczy (Tinamidae). Powszechnie spotykany w wilgotnych lasach regionów podzwrotnikowych i tropikalnych Meksyku i Ameryki Centralnej, położonych na wysokości do 1800 m n.p.m. Jego zasięg występowania szacowany jest na 742 tysiące km².
Łacińska nazwa gatunku została nadana dla uczczenia pamięci francuskiego ornitologa Adolphe Boucarda.

## Podgatunki i zasięg występowania
Kusacz okopcony występuje w zależności od podgatunku:
- C. boucardi boucardi – południowy Meksyk do północno-zachodniego Hondurasu.
- C. boucardi costaricensis – północny i wschodni Honduras do Kostaryki.

## Charakterystyka
Długość ciała 25,5–28 cm; masa ciała samic 374–526 g, samców 368,5–467 g. Upierzenie powyżej skrzydeł czarne, brązowe na skrzydłach, ciemnopopielato-szare na piersi, szarobure na reszcie dolnych części ciała, oprócz ciemniejszych obszarów na bokach i powyżej ogona. Dziób jest ciemny powyżej i żółty poniżej, nogi czerwonawo-pomarańczowe.
Jest płochliwy i trudno go zaobserwować w ciemnym, leśnym podszycie. Wydaje głuchy odgłos „ah-wah”.

## Status
Międzynarodowa Unia Ochrony Przyrody (IUCN) uznaje kusacza okopconego za gatunek narażony na wyginięcie (VU – Vulnerable) od 2022 roku; wcześniej, od 1988 był klasyfikowany jako gatunek najmniejszej troski (LC – Least Concern). Liczebność populacji szacuje się na 20–50 tysięcy osobników, zaś trend liczebności uznawany jest za spadkowy ze względu na niszczenie siedlisk i polowania.